# 稅吏
稅吏，指徵税的官吏，官府中的“征税者”、“征税人”，现代意义即指代表官方徵税机构（税务机关）向纳税人徵税的人。“稅吏”一词属于文言文词语，在清朝及其以前时期常用此詞，尤其《聖經》時常運用此詞。

## 引用
1. ↑  .   [2021-11-04]. （原始内容存档于2017-01-09）.